# 郑友敬
郑友敬（1935年3月15日—），辽宁沈阳人，中国社会科学院数量经济与技术经济研究所研究员，中国社会科学院荣誉学部委员。